# Сайдам, Эргиджан
Эргиджан Сайдам (тур. Ergican Saydam; 28 марта 1929, Стамбул — 21 декабря 2009, Стамбул) — турецкий пианист и музыкальный педагог, один из четырёх братьев-музыкантов (известны также Эрдоган Сайдам, Эрчиван Сайдам и Эрмукан Сайдам).
Родился в семье Арифа Сайдама, ребёнком бежавшего с семьёй в Турцию из Пловдива после получения независимости Болгарией, и его жены Ирфан Хидайет (при рождении — гречанки Клеанти Ипсиланти). В отрочестве учился музыке у старшего брата Эрдживана, затем в 1943—1953 гг. в Стамбульской муниципальной консерватории у Фридриха фон Штатцера; одновременно окончил юридический факультет Стамбульского университета. В 1955—1959 гг. совершенствовался как пианист в Мюнхенской высшей школе музыки и театра под руководством Фридриха Вюрера.
Выступал по всему миру как солист и ансамблист (в частности, как аккомпаниатор с Лукасом Давидом и с Рикардо Однопозовым), стал первым турецким пианистом, гастролировавшим во многих странах Латинской Америки. Наряду с традиционным романтическим репертуаром уделял много внимания произведениям турецких композиторов, в 1981 г. исполнил премьеру фортепианного концерта Джемаля Решита Рея с Президентским симфоническим оркестром под управлением автора. Среди записей Сайдама — альбом с произведениями европейских композиторов классического периода на турецкие мотивы.
Заведовал классическим музыкальным вещанием Турецкой телерадиокомпании, на протяжении многих лет преподавал в Стамбульской консерватории, с 1986 г. профессор.
Жена — пианистка Айла Сайдам, урождённая Акер (тур. Ayla Aker; 1944—2013), ученица, а затем на протяжении многих лет ассистентка Эргиджана Сайдама. Дочь — певица Эзги Сайдам.